# حارة جبل خنفر (جعار)
حارة جبل خنفر هي إحدى حارات حي المثلث بمدينة جعار التابعة لمحافظة أبين، بلغ تعداد سكانها 856 نسمة حسب تعداد اليمن لعام 2004.